# Fortuna Sittard in het seizoen 2024/25 (vrouwen)
Het seizoen 2024/25 is het derde en laatste jaar in het bestaan van het Sittardse vrouwenvoetbalelftal van Fortuna Sittard. De club komt uit in de Eredivisie en neemt ook deel aan het toernooi om de KNVB Beker. Aan het eind van het seizoen werd het team opgeheven.

## Selectie en technische staf

### Selectie
| Nr.             | Nat.               | Naam                | Competitie  | Competitie  | Beker       | Beker       | Eredivisie Cup | Eredivisie Cup | Totaal      | Totaal      | Seizoen bij Fortuna Sittard | Vorige club                | Contract          |
| Nr.             | Nat.               | Naam                | W           | Goal        | W           | Goal        | W              | Goal           | W           | Goal        | Seizoen bij Fortuna Sittard | Vorige club                | Contract          |
| Doelvrouwen     | Doelvrouwen        | Doelvrouwen         | Doelvrouwen | Doelvrouwen | Doelvrouwen | Doelvrouwen | Doelvrouwen    | Doelvrouwen    | Doelvrouwen | Doelvrouwen | Doelvrouwen                 | Doelvrouwen                | Doelvrouwen       |
| --------------- | ------------------ | ------------------- | ----------- | ----------- | ----------- | ----------- | -------------- | -------------- | ----------- | ----------- | --------------------------- | -------------------------- | ----------------- |
| 1               | Vlag van Nederland | Claire Dinkla       | 22          | 0           | 2           | 0           | 0              | 0              | 24          | 0           | 3e                          | Sc Heerenveen              | 30 juni 2025      |
| 22              | Vlag van België    | Hanne Thijs         | 0           | 0           | 0           | 0           | 0              | 0              | 0           | 0           | 1e                          | Jeugd                      | 30 juni 2025      |
| 27              | Vlag van België    | Silke Baccarne      | 0           | 0           | 0           | 0           | 0              | 0              | 0           | 0           | 1e                          | KV Mechelen                | 30 juni 2025      |
| 31              | Vlag van Nederland | Lis van Herwijnen   | 0           | 0           | 0           | 0           | 0              | 0              | 0           | 0           | 1e                          | Jeugd                      | Contractloos      |
| Verdedigsters   |                    |                     |             |             |             |             |                |                |             |             |                             |                            |                   |
| 2               | Vlag van Nederland | Moïsa van Koot      | 21          | 1           | 2           | 1           | 0              | 0              | 23          | 2           | 3e                          | PEC Zwolle                 | 30 juni 2025      |
| 3               | Vlag van Nederland | Nicole Stoop        | 20          | 0           | 1           | 0           | 0              | 0              | 21          | 0           | 1e                          | AaB Aalborg                | 30 juni 2025      |
| 5               | Vlag van Nederland | Diana Hilhorst      | 19          | 1           | 2           | 0           | 0              | 0              | 22          | 1           | 1e                          | Georgia South University   | 30 juni 2025      |
| 17              | Vlag van Nederland | Femke Pietersma     | 15          | 0           | 2           | 0           | 0              | 0              | 17          | 0           | 1e                          | The Cyclones               | 30 juni 2025      |
| 23              | Vlag van Nederland | Briony Stauffenberg | 13          | 0           | 1           | 0           | 0              | 0              | 14          | 0           | 2e                          | Jeugd                      | Contractloos      |
| 24              | Vlag van Nederland | Rosa van Wershoven  | 22          | 2           | 2           | 0           | 0              | 0              | 24          | 2           | 1e                          | FC Eindhoven AV            | 30 juni 2025      |
| 26              | Vlag van Nederland | Isabel Kopp         | 22          | 0           | 2           | 0           | 0              | 0              | 24          | 0           | 1e                          | Georgia South University   | 30 juni 2025      |
| 34              | Vlag van Nederland | Elize Celissen      | 0           | 0           | 1           | 0           | 0              | 0              | 1           | 0           | 1e                          | Jeugd                      | Contractloos      |
| Middenveldsters |                    |                     |             |             |             |             |                |                |             |             |                             |                            |                   |
| 6               | Vlag van Nederland | Nienke Mulder       | 5           | 0           | 2           | 0           | 0              | 0              | 7           | 0           | 1e                          | Fortuna Sittard            | 30 juni 2025 (+1) |
| 14              | Vlag van Nederland | Sara Vijfhuizen     | 20          | 0           | 2           | 0           | 0              | 0              | 22          | 0           | 1e                          | Providence FC              | 30 juni 2025      |
| 15              | Vlag van Nederland | Amber van Heeswijk  | 22          | 0           | 2           | 0           | 0              | 0              | 24          | 0           | 3e                          | Borussia Mönchengladbach   | 30 juni 2025      |
| 18              | Vlag van Nederland | Maud van Berlo      | 15          | 2           | 1           | 0           | 0              | 0              | 16          | 2           | 1e                          | Jeugd                      | Contractloos      |
| 19              | Vlag van Nederland | Sanne Peereboom     | 19          | 0           | 1           | 0           | 0              | 0              | 20          | 0           | 1e                          | AZ                         | 30 juni 2025      |
| 20              | Vlag van Finland   | Venla Lindfors      | 11          | 3           | 2           | 0           | 0              | 0              | 13          | 3           | 1e                          | Lidköpings FK              | 30 juni 2025      |
| ?               | Vlag van Nederland | Jose Hemink         | 0           | 0           | 0           | 0           | 0              | 0              | 0           | 0           | 1e                          | Jeugd                      | Contractloos      |
| ?               | Vlag van Nederland | Daimy Sleebe        | 0           | 0           | 0           | 0           | 0              | 0              | 0           | 0           | 1e                          | Jeugd                      | Contractloos      |
| Aanvalsters     |                    |                     |             |             |             |             |                |                |             |             |                             |                            |                   |
| 9               | Vlag van Nederland | Femke Prins         | 22          | 3           | 2           | 2           | 0              | 0              | 24          | 5           | 1e                          | FC Utrecht                 | 30 juni 2025      |
| 10              | Vlag van Nederland | Lakeesha Eijken     | 20          | 1           | 1           | 0           | 0              | 0              | 21          | 1           | 1e                          | ADO Den Haag               | 30 juni 2025      |
| 11              | Vlag van Nederland | Isa Dekker          | 18          | 5           | 2           | 0           | 0              | 0              | 20          | 5           | 1e                          | AZ                         | 30 juni 2025      |
| 15              | Vlag van Nederland | Ilse van Walsem     | 7           | 0           | 1           | 0           | 0              | 0              | '8          | 0           | 1e                          | VfR Warbeyen               | 30 juni 2025      |
| 20              | Vlag van Nederland | Ted Rooijendijk     | 0           | 0           | 0           | 0           | 0              | 0              | 0           | 0           | 2e                          | Jeugd                      | 30 juni 2025      |
| 21              | Vlag van Nederland | Sanne Arons         | 20          | 2           | 1           | 1           | 0              | 0              | 21          | 3           | 1e                          | Jeugd                      | 30 juni 2025      |
| ?               | Vlag van Portugal  | Inês Silva          | 0           | 0           | 0           | 0           | 0              | 0              | 0           | 0           | 1e                          | Sporting Clube de Portugal | Ontbonden         |
| Nr.             | Nat.               | Naam                | W           | Goal        | W           | Goal        | W              | Goal           | W           | Goal        | Seizoen bij Fortuna Sittard | Vorige club                | Contract          |
| Nr.             | Nat.               | Naam                | Competitie  | Competitie  | Beker       | Beker       | Beker          | Beker          | Totaal      | Totaal      | Seizoen bij Fortuna Sittard | Vorige club                | Contract          |

### Legenda
| # | Reden                                          |
| - | ---------------------------------------------- |
|   | Heeft de club in het lopende seizoen verlaten. |

### Technische staf
| Naam                | Functie           |
| ------------------- | ----------------- |
| Glenda van Lieshout | Hoofdtrainer      |
| Wim Dusseldorp      | Assistent-trainer |

## Transfers

### Zomer

#### Aangetrokken 2024/25
| Nat.               | Naam               | Van                        | Contract     | Bijzonderheden |
| ------------------ | ------------------ | -------------------------- | ------------ | -------------- |
| Vlag van België    | Silke Baccarne     | KV Mechelen                | 30 juni 2025 |                |
| Vlag van Nederland | Isa Dekker         | AZ                         | 30 juni 2025 |                |
| Vlag van Nederland | Lakeesha Eijken    | ADO Den Haag               | 30 juni 2025 |                |
| Vlag van Nederland | Diana Hilhorst     | Georgia South University   | 30 juni 2025 |                |
| Vlag van Nederland | Isabel Kopp        | Georgia South University   | 30 juni 2025 |                |
| Vlag van Nederland | Sanne Peereboom    | AZ                         | 30 juni 2025 |                |
| Vlag van Nederland | Femke Pietersma    | The Cyclones               | 30 juni 2025 |                |
| Vlag van Nederland | Femke Prins        | FC Utrecht                 | 30 juni 2025 |                |
| Vlag van Portugal  | Inês Silva         | Sporting Clube de Portugal | 30 juni 2025 | Ontbonden      |
| Vlag van Nederland | Nicole Stoop       | AaB Aalborg                | 30 juni 2025 |                |
| Vlag van Nederland | Sara Vijfhuizen    | Providence FC              | 30 juni 2025 |                |
| Vlag van Nederland | Rosa van Wershoven | FC Eindhoven AV            | 30 juni 2025 |                |

#### Vertrokken 2024/25
| Nat.                 | Naam                   | Naar                | Bijzonderheden |
| -------------------- | ---------------------- | ------------------- | -------------- |
| Vlag van Marokko     | Kawtar Aït Omar        | KRC Genk            |                |
| Vlag van IJsland     | Hildur Antonsdóttir    | Madrid CFF          |                |
| Vlag van België      | Féli Delacauw          | TSG 1899 Hoffenheim |                |
| Vlag van Nederland   | Samantha van Diemen    | Glasgow City        |                |
| Vlag van Nederland   | Hanna Huizenga         | PEC Zwolle          |                |
| Vlag van Nederland   | Charlotte Hulst        | FC Twente           |                |
| Vlag van Nederland   | Anna Knol              | FC Twente           |                |
| Vlag van België      | Diede Lemey            | SV Werder Bremen    |                |
| Vlag van Nederland   | Myrthe Moorrees        | PSV                 |                |
| Vlag van Afghanistan | Farkhunda Muhtaj       | Onbekend            |                |
| Vlag van IJsland     | María Ólafsdóttir Grós | Linköpings FC       |                |
| Vlag van IJsland     | Lára Pedersen          | Club YLA            |                |
| Vlag van Nederland   | Britt Renzen           | Onbekend            |                |
| Vlag van België      | Jarne Teulings         | Feyenoord           |                |
| Vlag van Nederland   | Alieke Tuin            | FC Twente           |                |
| Vlag van België      | Tessa Wullaert         | FC Inter Milaan     |                |

### Jeugdopleiding

#### Aangetrokken 2024/25
| Nat.               | Naam            | Contract | Bijzonderheden |
| ------------------ | --------------- | -------- | -------------- |
| Vlag van Nederland | Sanne Arons     |          |                |
| Vlag van Nederland | Ted Rooijendijk |          |                |
| Vlag van Nederland | Hanne Thijs     |          |                |

#### Vertrokken 2024/25
| Nat.               | Naam       | Naar      | Bijzonderheden |
| ------------------ | ---------- | --------- | -------------- |
| Vlag van Nederland | Mila Cober | NAC Breda |                |

### Winter

#### Aangetrokken 2024/25
| Nat.               | Naam            | Van           | Contract          | Bijzonderheden |
| ------------------ | --------------- | ------------- | ----------------- | -------------- |
| Vlag van Finland   | Venla Lindfors  | Lidköpings FK | 30 juni 2025      |                |
| Vlag van Nederland | Nienke Mulder   | Feyenoord     | 30 juni 2025 (+1) |                |
| Vlag van Nederland | Ilse van Walsem | VfR Warbeyen  | 30 juni 2025      |                |

#### Vertrokken 2024/25
| Nat. | Naam | Naar | Bijzonderheden |
| ---- | ---- | ---- | -------------- |
|      |      |      |                |

## Wedstrijdstatistieken

### Oefenwedstrijden
| Oefenwedstrijd 1                                                                        | Borussia Mönchengladbach                                     | 1 – 1 (0 – 1)    | Fortuna Sittard                  | Opstelling Fortuna Sittard |
| 9 augustus 2024 Aanvangstijd: 18.30 uur Plaats: nnb. nnb.                               | Kiki Scholten                                                | Wedstrijdverslag | Onbekend                         | Onbekend |
| Oefenwedstrijd 2                                                                        | KRC Genk                                                     | 3 – 3 (2 – 3)    | Fortuna Sittard                  | Opstelling Fortuna Sittard |
| 17 augustus 2024 Aanvangstijd: 14.00 uur Plaats: Genk Zwartberg                         | Romy Camps Gwen Duijsters Tulin Kuyacak                      | Wedstrijdverslag | Onbekend                         | Onbekend |
| Oefenwedstrijd 3                                                                        | Bayer 04 Leverkusen                                          | 4 – 0            | Fortuna Sittard                  | Opstelling Fortuna Sittard |
| 23 augustus 2024 Aanvangstijd: 14.00 uur Plaats: Leverkusen Leistungzentrum Kurtekotten | Janou Levels 24', 90' Juliette Vidal 28' Caroline Kehrer 37' | Wedstrijdverslag |                                  | Dinkla, Van Koot, Stoop, Kopp, Van Wershoven, Van Heeswijk, Eijken, Pietersma, Silva, Prins, Dekker Invalsters: Thijs, Baccarne, Vijfhuizen, Peereboom, Rooijendijk, Arons, Bergs, Van Berlo, Heminck, Sleebe, Duizings, Kraaijenvanger, Lindelauf, Hoendermis |
| Oefenwedstrijd 4                                                                        | Fortuna Sittard                                              | Afgelast         | 1. FC Köln                       | Opstelling Fortuna Sittard |
| 24 augustus 2024 Aanvangstijd: 14.00 uur Plaats:                                        |                                                              | Wedstrijdverslag |                                  | |
| Oefenwedstrijd 5                                                                        | Excelsior                                                    | 1 – 2 (0 – 1)    | Fortuna Sittard                  | Opstelling Fortuna Sittard |
| 14 september 2024 Aanvangstijd: 14.30 uur Plaats: Rotterdam Van Donge & De Roo Stadion  | Onbekend                                                     | Wedstrijdverslag | Amber van Heeswijk Isa Dekker    | Dinkla, Van Koot, Stoop, Van Wershoven, Vijfhuizen, Van Heeswijk, Eijken, Kopp, Peereboom, Prins, Dekker Wisselspeelsters: Thijs, Baccarne, Silva, Pietersma, Rooijendijk, Hilhorst, Rosa, Abali                                                               |
| Oefenwedstrijd 6                                                                        | PSV                                                          | 2 - 0 (1 - 0)    | Fortuna Sittard                  | Opstelling Fortuna Sittard |
| 20 september 2024 Aanvangstijd: 19.15 uur Plaats: Eindhoven PSV Campus De Herdgang      | Lore Jacobs 19' Joëlle Smits 34'                             |                  |                                  | Dinkla, Van Koot, Van Wershoven, Stoop, Vijfhuizen, Van Heeswijk, Eijken, Kopp, Peereboom, Prins, Dekker Wisselspeelsters: Thijs, Baccarne, Rooijendijk, Arons, Pietersma, Hilhorst, Stauffenberg                                                              |
| Oefenwedstrijd 7                                                                        | Fortuna Sittard                                              | 1 - 0            | ADO Den Haag                     | Opstelling Fortuna Sittard |
| 20 september 2024 Aanvangstijd: 20.30 uur Plaats: Eindhoven PSV Campus De Herdgang      | Onbekend                                                     |                  |                                  | Dinkla, Van Koot, Van Wershoven, Stoop, Vijfhuizen, Van Heeswijk, Eijken, Kopp, Peereboom, Prins, Dekker Wisselspeelsters: Thijs, Baccarne, Rooijendijk, Arons, Pietersma, Hilhorst, Stauffenberg                                                              |
| Oefenwedstrijd 8                                                                        | NAC Breda                                                    | 1 – 6 (0 - 1)    | Fortuna Sittard                  | Opstelling Fortuna Sittard |
| 10 april 2025 Aanvangstijd: 16.00 uur Plaats: Breda Sportpark Heksenwiel                | Kamar Laamouz 62'                                            |                  | 36' 48' 60' 67' 75' 86' Onbekend | Onbekend |

### Eredivisie
|       | ADO Den Haag | AFC Ajax | AZ    | Excelsior | Feyenoord | sc Heerenveen | PEC Zwolle | PSV   | Telstar | FC Twente | FC Utrecht |
| ----- | ------------ | -------- | ----- | --------- | --------- | ------------- | ---------- | ----- | ------- | --------- | ---------- |
| Thuis | 0 – 0        | 0 – 1    | 1 – 3 | 0 – 0     | 0 – 5     | 1 – 1         | 1 – 0      | 0 – 3 | 5 – 0   | 1 – 3     | 0 – 4      |
| Uit   | 2 – 0        | 5 – 1 0  | 2 – 0 | 1 – 1     | 1 – 2     | 1 – 0         | 0 – 1      | 3 – 0 | 1 – 4   | 4 – 1     | 1 – 1      |

| Speelronde 1                                                                          | Fortuna Sittard                                                                                         | 1 – 3 (1 – 3)    | FC Twente | Opstelling Fortuna Sittard |
| 29 september 2024 Aanvangstijd: 16.45 uur Plaats: Sittard Fortuna Sittard Stadion     | Lakeesha Eijken 2'                                                                                      | Wedstrijdverslag | 8' Sophie te Brake 13', 20' Nikée van Dijk | Dinkla, Van Koot, Stoop, Vijfhuizen, Kopp, Van Heeswijk, Peereboom ( 66' Arons), Van Wershoven, Eijken ( 87' Pietersma), Prins ( 82' Hilhorst), Dekker                                                |
| Speelronde 2                                                                          | Telstar                                                                                                 | 1 – 4 (1 – 2)    | Fortuna Sittard | Opstelling Fortuna Sittard |
| 5 oktober 2024 Aanvangstijd: 16.30 uur Plaats: Velsen-Zuid 711 Stadion                | Akari Takeshige 26' Anna van der Vlist 35' Samya Hassani 66'                                            | Wedstrijdverslag | 28' 90' Isa Dekker 30' Femke Prins 48' 82' Moïsa van Koot 90+5' Sanne Arons                                                                           | Dinkla, Van Koot, Stoop, Van Wershoven, Kopp, Van Heeswijk, Vijfhuizen, Peereboom ( 73' Arons), Eijken, Prins ( 90+3' Pietersma), Dekker                                                              |
| Speelronde 3                                                                          | Ajax | 5 – 1 (2 – 0)    | Fortuna Sittard | Opstelling Fortuna Sittard |
| 12 oktober 2024 Aanvangstijd: 16.30 uur Plaats: Amsterdam Sportpark De Toekomst       | Lotte Keukelaar 14', 49' Nicole Stoop 23' (e.d.) Tiny Hoekstra 56' Lily Yohannes 69' Nadine Noordam 87' | Wedstrijdverslag | 37' Amber van Heeswijk 63' Isa Dekker | Dinkla, Van Koot ( 75' Van Berlo), Stoop, Vijfhuizen, Kopp, Van Heeswijk, Peereboom ( 46' Stauffenberg), Van Wershoven, Arons ( 83' Hilhorst), Prins ( 69' Pietersma), Dekker                         |
| Speelronde 4                                                                          | Fortuna Sittard                                                                                         | 1 – 1 (1 – 1)    | sc Heerenveen | Opstelling Fortuna Sittard |
| 19 oktober 2024 Aanvangstijd: 16.30 uur Plaats: Sittard Fortuna Sittard Stadion       | Rosa van Wershoven 7'                                                                                   | Wedstrijdverslag | 30' Elfi Maass 90+2' Jet van Beijeren | Dinkla, Van Koot, Stoop, Vijfhuizen, Kopp ( 66' Hilhorst), Van Heeswijk, Peereboom ( 62' Stauffenberg), Van Wershoven, Arons ( 71' Van Berlo), Prins, Dekker ( 77' Pietersma)                         |
| Speelronde 5                                                                          | PEC Zwolle                                                                                              | 0 – 1 (0 – 0)    | Fortuna Sittard | Opstelling Fortuna Sittard |
| 2 november 2024 Aanvangstijd: 16.30 uur Plaats: Zwolle MAC³PARK stadion               | | Wedstrijdverslag | 63' Diana Hilhorst | Dinkla, Van Koot, Stoop, Vijfhuizen, Kopp ( 58' Pietersma), Van Heeswijk, Peereboom, Van Wershoven, Eijken ( 46' Hilhorst), Prins ( 84' Stauffenberg), Aron                                           |
| Speelronde 6                                                                          | Fortuna Sittard                                                                                         | 1 – 3 (1 – 2)    | AZ | Opstelling Fortuna Sittard |
| 10 november 2024 Aanvangstijd: 16.45 uur Plaats: Sittard Fortuna Sittard Stadion      | Sanne Arons 40'                                                                                         | Wedstrijdverslag | 17' Karlijn Woons 19' Desiree van Lunteren 66' Camie Mol 90' Ilvy Zijp 90+3' Romaissa Boukakar                                                        | Dinkla, Van Koot ( 21' Pietersma), Stoop, Vijfhuizen, Kopp, Van Heeswijk, Peereboom ( 68' Stauffenberg), Van Wershoven, Eijken ( 68' Hilhorst), Prins ( 68' Van Berlo), Arons                         |
| Speelronde 7                                                                          | Fortuna Sittard                                                                                         | 0 – 5 (0 – 3)    | Feyenoord | Opstelling Fortuna Sittard |
| 16 november 2024 Aanvangstijd: 18.45 uur Plaats: Sittard Fortuna Sittard Stadion      | | Wedstrijdverslag | 17' Sanne Koopman 45+2' Jarne Teulings 45+3' Esmee de Graaf 62' Ella Van Kerkhoven 68' Celainy Obispo 76' Romée van de Lavoir 90+1' Jada Conijnenberg | Dinkla, Pietersma, Stoop, Vijfhuizen, Kopp, Van Heeswijk, Peereboom ( 57' Stauffenberg), Van Wershoven, Eijken, Prins ( 46' Hilhorst), Arons ( 81' Van Berlo)                                         |
| Speelronde 8                                                                          | Excelsior                                                                                               | 1 – 1 (1 – 0)    | Fortuna Sittard | Opstelling Fortuna Sittard |
| 23 november 2024 Aanvangstijd: 16.30 uur Plaats: Rotterdam Van Donge & De Roo Stadion | Chelsea Homan 39' Lieke de With 71' Yara Helderman 87' Yaël Mollink 89'                                 | Wedstrijdverslag | 57' Sanne Arons 80' Femke Pietersma 88' Femke Prins                                                                                                   | Dinkla, Pietersma ( 88' Hilhorst), Stoop, Vijfhuizen, Kopp, Van Heeswijk, Peereboom ( 64' Dekker), Van Wershoven ( 82' Van Berlo), Eijken ( 82' Stauffenberg), Prins, Arons                           |
| Speelronde 9                                                                          | Fortuna Sittard                                                                                         | 0 – 4 (0 – 2)    | FC Utrecht | Opstelling Fortuna Sittard |
| 8 december 2024 Aanvangstijd: 12.15 uur Plaats: Sittard Fortuna Sittard Stadion       | | Wedstrijdverslag | 18', 45+1' Elisha Kruize 66' Ilse van der Zanden 79' Gera op den Kelder                                                                               | Dinkla, Pietersma ( 61' Van Berlo), Stoop, Vijfhuizen ( 67' Van Koot), Kopp, Van Heeswijk, Peereboom ( 61' Stauffenberg), Van Wershoven, Eijken ( 61' Hilhorst), Prins, Dekker ( 46' Arons)           |
| Speelronde 10                                                                         | PSV | 3 – 0 (2 – 0)    | Fortuna Sittard | Opstelling Fortuna Sittard |
| 14 december 2024 Aanvangstijd: 16.30 uur Plaats: Eindhoven PSV Campus De Herdgang     | Joëlle Smits 38', 45+1' Lore Jacobs 81'                                                                 | Wedstrijdverslag | | Dinkla, Van Koot ( 46' Pietersma), Stoop, Van Berlo, Kopp ( 65' Hilhorst), Van Heeswijk, Stauffenberg ( 65' Arons), Van Wershoven, Eijken, Prins, Dekker ( 65' Peereboom)                             |
| Speelronde 11                                                                         | Fortuna Sittard                                                                                         | 0 – 0 (0 – 0)    | ADO Den Haag | Opstelling Fortuna Sittard |
| 22 december 2024 Aanvangstijd: 12.15 uur Plaats: Echt Sportpark in de Baandert        | | Wedstrijdverslag | | Dinkla, Van Koot ( 71' Pietersma), Stoop, Van Berlo, Kopp, Van Heeswijk, Van Wershoven, Stauffenberg ( 79' Peereboom), Eijken ( 71' Arons), Prins, Dekker                                             |
| Speelronde 12                                                                         | FC Twente                                                                                               | 4 – 1 (2 – 1)    | Fortuna Sittard | Opstelling Fortuna Sittard |
| 18 januari 2025 Aanvangstijd: 16.30 uur Plaats: Enschede Sportpark Schreurserve       | Charlotte Hulst 9' Jaimy Ravensbergen 24', 65' Alieke Tuin 62'                                          | Wedstrijdverslag | 12' Maud van Berlo | Dinkla, Van Koot ( 83' Pietersma), Stoop, Van Berlo ( 70' Vijfhuizen), Kopp, Van Heeswijk, Van Wershoven, Lindfors ( 70' Stauffenberg), Eijken ( 70' Arons), Prins ( 83' Peereboom), Dekker           |
| Speelronde 13                                                                         | sc Heerenveen                                                                                           | 1 – 0 (0 – 0)    | Fortuna Sittard | Opstelling Fortuna Sittard |
| 26 januari 2025 Aanvangstijd: 12.15 uur Plaats: Heerenveen Sportpark Skoatterwald     | Elfi Maass 5' Jet van Beijeren 56' Evi Maatman 83'                                                      | Wedstrijdverslag | 39' Isa Dekker | Dinkla, Van Koot, Stoop, Van Berlo, Kopp, Van Heeswijk ( 76' Vijfhuizen), Van Wershoven, Lindfors ( 62' Stauffenberg), Arons ( 62' Eijken), Prins ( 46' Van Walsem), Dekker ( 62' Hilhorst)           |
| Speelronde 14                                                                         | Fortuna Sittard                                                                                         | 1 – 0 (1 – 0)    | PEC Zwolle | Opstelling Fortuna Sittard |
| 2 februari 2025 Aanvangstijd: 12.15 uur Plaats: Heerlen Sportpark Pronsebroek         | Maud van Berlo 7' 71' Sanne Arons 45+1' Femke Prins 56' Rosa van Wershoven 68'                          | Wedstrijdverslag | | Dinkla, Van Koot, Vijfhuizen, Van Berlo, Kopp, Van Heeswijk, Lindfors, Van Wershoven, Arons ( 69' Hilhorst), Prins ( 86' Van Walsen), Dekker ( 69' Eijken)                                            |
| Speelronde 15                                                                         | AZ | 2 – 0 (1 – 0)    | Fortuna Sittard | Opstelling Fortuna Sittard |
| 9 februari 2025 Aanvangstijd: 16.45 uur Plaats: Wijdewormer AFAS Trainingscomplex     | Fieke Kroese 2' Desiree van Lunteren 58'                                                                | Wedstrijdverslag | 32' Rosa van Wershoven | Dinkla, Van Koot, Vijfhuizen, Van Berlo ( 46' Stauffenberg), Kopp, Van Heeswijk, Lindfors ( 81' Hilhorst), Van Wershoven, Arons ( 46' Eijken), Prins, Dekker ( 81' Peereboom)                         |
| Speelronde 16                                                                         | Fortuna Sittard                                                                                         | 0 – 1 (0 – 0)    | Ajax | Opstelling Fortuna Sittard |
| 1 maart 2025 Aanvangstijd: 14.00 uur Plaats: Heerlen Sportpark Pronsebroek            | Sara Vijfhuizen 61'                                                                                     | Wedstrijdverslag | 62' Sherida Spitse | Dinkla, Van Koot, Vijfhuizen ( 86' Peereboom), Stoop ( 75' Mulder), Kopp, Van Heeswijk, Lindfors, Van Wershoven, Arons ( 75' Eijken), Prins, Dekker                                                   |
| Speelronde 17                                                                         | FC Utrecht                                                                                              | 1 – 1 (1 – 1)    | Fortuna Sittard | Opstelling Fortuna Sittard |
| 8 maart 2025 Aanvangstijd: 16.30 uur Plaats: Utrecht Sportcomplex Zoudenbalch         | Judith Roosjen 45'                                                                                      | Wedstrijdverslag | 15' Venla Lindfors | Dinkla, Van Koot, Stoop, Vijfhuizen, Kopp, Van Heeswijk, Lindfors ( 86' Mulder), Van Wershoven ( 86' Peereboom), Eijken ( 63' Hilhorst), Prins ( 76' Van Walsem), Dekker ( 86' Stauffenberg)          |
| Speelronde 18                                                                         | Fortuna Sittard                                                                                         | 0 – 0 (0 – 0)    | Excelsior | Opstelling Fortuna Sittard |
| 23 maart 2025 Aanvangstijd: 16.45 uur Plaats: Sittard Fortuna Sittard Stadion         | Amber van Heeswijk 36' Moïsa van Koot 90+4'                                                             | Wedstrijdverslag | 90+5' Sabrine Ellouzi | Dinkla, Van Koot, Stoop, Vijfhuizen, Kopp ( 66' Peereboom), Van Heeswijk, Lindfors ( 85' Van Walsem), Van Wershoven ( 66' Arons), Eijken, Prins, Dekker ( 66' Hilhorst)                               |
| Speelronde 19                                                                         | Feyenoord                                                                                               | 1 – 2 (0 – 0)    | Fortuna Sittard | Opstelling Fortuna Sittard |
| 29 maart 2025 Aanvangstijd: 16.30 uur Plaats: Rotterdam Sportcomplex Varkenoord       | Sanne Koopman 55'                                                                                       | Wedstrijdverslag | 75' Rosa van Wershoven 82' Venla Lindfors | Dinkla, Van Koot, Stoop ( 65' Van Berlo), Vijfhuizen, Kopp ( 90+4' Pietersma), Van Heeswijk, Lindfors, Van Wershoven ( 81' Mulder), Eijken ( 81' Van Walsem), Prins, Hilhorst ( 64' Peereboom)        |
| Speelronde 20                                                                         | Fortuna Sittard                                                                                         | 5 – 0 (1 – 0)    | Telstar | Opstelling Fortuna Sittard |
| 19 april 2025 Aanvangstijd: 14.00 uur Plaats: Sittard Fortuna Sittard Stadion         | Femke Prins 28' Isa Dekker 47', 75', 78' Venla Lindfors 89'                                             | Wedstrijdverslag | 39' Tess Tiebie 67' Felice Hermans | Dinkla, Van Koot, Stoop ( 70' Van Berlo), Vijfhuizen, Kopp ( 78' Pietersma), Van Heeswijk, Lindfors, Van Wershoven, Eijken ( 70' Arons), Prins ( 70' Van Walsem), Hilhorst ( 46' Dekker)              |
| Speelronde 21                                                                         | Fortuna Sittard                                                                                         | 0 – 3 (0 – 0)    | PSV | Opstelling Fortuna Sittard |
| 3 mei 2025 Aanvangstijd: 14.00 uur Plaats: Sittard Fortuna Sittard Stadion            | Claire Dinkla 40' Moïsa van Koot 50'                                                                    | Wedstrijdverslag | 50' (pen) 62' Riola Xhemaili 71' Fenna Kalma 80' Shanique Dessing                                                                                     | Dinkla, Van Koot, Stoop, Vijfhuizen, Kopp ( 78' Pietersma), Van Heeswijk ( 84' Mulder), Peereboom ( 56' Lindfors), Van Wershoven, Eijken ( 56' Arons), Prins, Dekker ( 78' Hilhorst)                  |
| Speelronde 22                                                                         | ADO Den Haag                                                                                            | 2 – 0 (1 – 0)    | Fortuna Sittard | Opstelling Fortuna Sittard |
| 16 mei 2025 Aanvangstijd: 18.45 uur Plaats: Den Haag Bingoal Stadion                  | Cheyenne van den Goorbergh 41' Louise van Oosten 62' Floortje Bol 90+6'                                 | Wedstrijdverslag | 86' Rosa van Wershoven | Dinkla, Van Koot, Stoop, Vijfhuizen ( 77' Van Berlo), Kopp, Van Heeswijk, Van Wershoven ( 88' Mulder), Lindfors ( 88' Peereboom, Eijken ( 46' Van Walsem), Prins ( 77' Arons), Dekker ( 81' Hilhorst) |

### KNVB Beker
| Achtste Finales                                                                | Fortuna Sittard | 3 – 0 (2 – 0)                                   | VV Ter Leede | Opstelling Fortuna Sittard |
| 15 februari 2025 Aanvangstijd: 16.00 uur Plaats: Heerlen Sportpark Pronsebroek | Sanne Arons 1' Isabel Kopp 28' Femke Prins 39', 67'                                                                                                   | Wedstrijdverslag                                | | Dinkla, Van Koot ( 79' Pietersma), Vijfhuizen, Van Wershoven ( 86' Celissen), Kopp ( 78' Hilhorst), Van Heeswijk, Stauffenberg ( 67' Mulder), Lindfors, Arons, Prins ( 86' Van Walsem), Dekker |
| Kwartfinales                                                                   | SV Saestum | 1 – 1 (1 – 0) (2 – 2 n.v.) (4 – 1 na penalty's) | Fortuna Sittard | Opstelling Fortuna Sittard |
| 15 maart 2025 Aanvangstijd: 15.30 uur Plaats: Zeist Sportpark Saestum          | Samira van Otterloo 19' Iris Aalbertsen 58' Anniek Smulders 90+2' Maaike Wenno 111' Iris Aalbertsen Anniek Smulders Jennifer van Holten Mila Robichon | Wedstrijdverslag                                | 82' Anniek Smulders 105' Sanne Peereboom 114' (e.d.) Anniek Smulders 115' Diana Hilhorst Moïsa van Koot Venla Lindfors Rosa van Wershoven | Dinkla, Van Koot, Stoop ( 120' Pietersma), Vijfhuizen ( 59' Mulder), Kopp ( 120' Van Berlo), Van Heeswijk, Lindfors, Van Wershoven, Eijken ( 46' Peereboom), Prins, Dekker ( 77' Hilhorst)     |

## Statistieken Fortuna Sittard 2024/2025

### Tussenstand Fortuna Sittard in de Nederlandse Eredivisie Vrouwen 2024 / 2025
| Stand | Gespeeld | Gewonnen | Gelijk | Verloren | Punten | Doelpunten voor | Doelpunten tegen | Gele kaarten | Rode kaarten |
| ----- | -------- | -------- | ------ | -------- | ------ | --------------- | ---------------- | ------------ | ------------ |
| 8e    | 22       | 5        | 5      | 12       | 20     | 20              | 42               | 17           | 0            |

### Topscorers
| #              | Naam               | Goal |
| -------------- | ------------------ | ---- |
| 1.             | Isa Dekker         | 5    |
| 2.             | Venla Lindfors     | 3    |
| 2.             | Femke Prins        | 3    |
| 4.             | Sanne Arons        | 2    |
| 4.             | Maud van Berlo     | 2    |
| 4.             | Moïsa van Koot     | 2    |
| 4.             | Rosa van Wershoven | 2    |
| 8.             | Claire Dinkla      | 1    |
| 8.             | Lakeesha Eijken    | 1    |
| 8.             | Diana Hilhorst     | 1    |
| Eigen doelpunt |                    |      |
|                |                    |      |
| Totaal         | Totaal             | 22   |

| #              | Naam                         | Goal |
| -------------- | ---------------------------- | ---- |
| 1.             | Femke Prins                  | 2    |
| 2.             | Sanne Arons                  | 1    |
| 2.             | Moïsa van Koot               | 1    |
| Eigen doelpunt |                              |      |
| 1.             | Anniek Smulders (SV Saestum) | 1    |
| Totaal         | Totaal                       | 3    |

| #      | Naam               | Goal |
| ------ | ------------------ | ---- |
| 1.     | Isa Dekker         | 1    |
| 1.     | Amber van Heeswijk | 1    |
|        | Onbekend           | 4    |
| Totaal | Totaal             | 6    |

### Kaarten
| #      | Naam               | Kreeg geel |
| ------ | ------------------ | ---------- |
| 1.     | Rosa van Wershoven | 3          |
| 2.     | Sanne Arons        | 2          |
| 2.     | Isa Dekker         | 2          |
| 2.     | Amber van Heeswijk | 2          |
| 2.     | Moïsa van Koot     | 2          |
| 6.     | Maud van Berlo     | 1          |
| 6.     | Femke Pietersma    | 1          |
| 6.     | Femke Prins        | 1          |
| 6.     | Sara Vijfhuizen    | 1          |
| Totaal | Totaal             | 15         |

| #      | Naam   | Kreeg voor de tweede keer geel en dus rood |
| ------ | ------ | ------------------------------------------ |
| –      |        | 0                                          |
| Totaal | Totaal | 0                                          |

| #      | Naam   | Weggestuurd |
| ------ | ------ | ----------- |
| 1.     |        |             |
| Totaal | Totaal | '           |

## Voetnoten
ADO Den Haag · 
Ajax · 
AZ · 
Excelsior · 
Feyenoord · 
Fortuna Sittard · 
sc Heerenveen · 
PEC Zwolle · 
PSV · 
Telstar · 
FC Twente · 
FC Utrecht